# Гальегос-и-Арноса, Хосе
Хосе́ Галье́гос-и-Арно́са (исп. Jose Gallegos y Arnosa; 3 мая 1857 года, Херес-де-ла-Фронтера, провинция Кадис, Испания — 20 сентября 1917 года, Анцио, Италия) — испанский художник (жанрист и ориенталист) и скульптор. Работал под сильным влиянием французского импрессионизма, проживал преимущественно в Италии.

## Биография

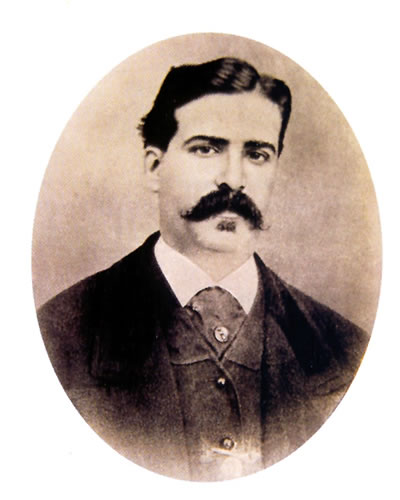
Сальвадор Санчес Барбудо, коллега и близкий друг

Хосе Гальегос-и-Арноса родился 3 мая 1857 года в Испании в семье Хосе Гальегоса (работника винодельческой фирмы) и Франциски Арноса. С детства увлекался живописью, был близким другом также будущего художника Сальвадора Санчеса Барбудо, вместе с которым они часто посещали занятия местного художника Луиса Севиля.
Гальегос-и-Арноса переехал в Мадрид в 1873 году благодаря помощи своего покровителя Гильермо Гарвея (Guillermo Garvey), предпринимателя-винодела, у которого работал его отец, начал новый этап обучения в Королевской Академии изящных искусств Сан-Фернандо. Гальегос выбрал по требованию отца факультет архитектуры, так как отец считал, что эта профессия позволит сыну добиться материального благополучия. Директор Академии, распознав в юноше талант художника, в письме его отцу добился разрешения сыну перевестись на отделение живописи. Его наставником в Академии стал художник Федерико де Мадрасо.
После окончания обучения Гальегос-и-Арноса совершил поездку в Тунис и Марокко (некоторое время работал в городе Танжер), привлечённый экзотикой этих земель. Именно от этого периода в его творчество вошли прихотливая узорчатость письма и игра ярких красок. Первая персональная выставка в Мадриде после возвращения из Марокко принесла ему успех и поддержку критиков. В 1878 году он написал картину «Арабская свадьба», купленную правительством, в том же году уехал в Рим, чтобы продолжить изучение живописи, таким образом выполняя пожелания своего покровителя.
Небольшой период времени художник провёл в Венеции, где жил испанский художник-ориенталист Мариано Фортуни, под чьим влиянием находился Хосе Гальегос-и-Арноса. В 1894 году местом жительства автора стал Рим, где прошли несколько успешных выставок с его участием. Во время одной из выставок картина художника подверглась нападению вандала, что, по его мнению, было вызвано завистью итальянских коллег, и Гальегос-и-Арноса перестал выставляться в Риме.
Хосе принадлежали три студии в доме 54 на Виа Маргутта, где многие другие известные художники также имели свои студии. Студия была украшена резными барочными зеркалами и колоннами, а также греческими и римскими статуями вдоль стен. Он любил красоту во всех её формах, всегда выбирал самых красивых натурщиков и натурщиц. Оплату он установил 5 лир в день, причём за такую цену они должны были оставаться в студии в течение всего дня, независимо, рисовал ли их художник или нет.
Совместно с другими художниками из Испании, такими как Хосе Вильегас Кордеро и Сальвадор Санчес Барбудо, он создал Общество испанских художников, проживавших в Италии. Это был своеобразный клуб живописцев. Рим был его постоянным местом жительства, но Гальегос-и-Арноса часто ездил на международные выставки, где экспонировались его картины: в Мадрид, Севилью, Мюнхен, Лондон, Париж и Берлин. Каждый год он проводил несколько недель в Ассизи в компании со своим другом скульптором Мариано Бенльюре.
Серия картин художника посвящена духовенству католической церкви, как исполнению им своих духовных обязанностей, так и их повседневной жизни. На некоторых из них кардиналы играют между собой в шахматы. Художник хорошо знал повседневную жизнь высшего духовенства и жил в одном доме с генералом иезуитского ордена.

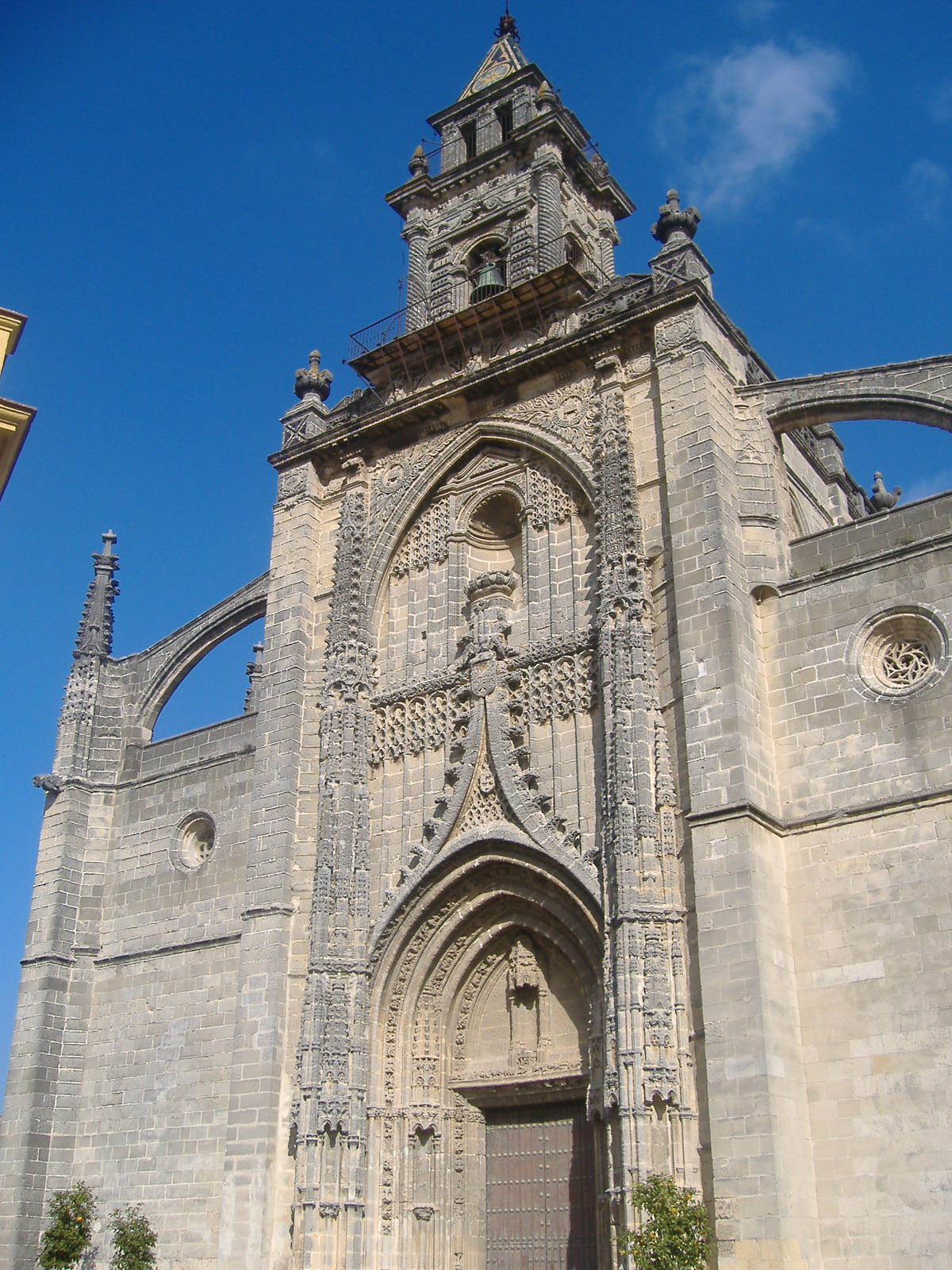
Церковь Сантьяго, фасад. Херес-де-ла-Фронтера

К его наиболее важным скульптурным и архитектурным работам относится комплекс для алтаря церкви Сантьяго в его родном городе Херес-де-ла-Фронтера, созданный с 1900 по 1906 год. Этот заказ ему предложил выполнить его бывший покровитель Гиллермо Гарвей в 1900 году во время одной из частых поездок художника в Испанию. Облицовка выполнена из каррарского мрамора, основа — из серого мрамора Бардильо, размер — десять метров пятьдесят сантиметров, алтарь состоял из 43 больших блоков мрамора, 36 бронзовых статуй и раки из позолоченной бронзы, декорированных врат. В центре находится фигура Искупителя в высоком рельефе в окружении небесного хора. Работу над фрагментами композиции художник проводил в Риме, алтарь был открыт в храме 8 августа 1906 года.

## Личная жизнь
Хосе Гальегос-и-Арноса был в семье младшим из пяти братьев. Один из братьев художника позже стал владельцем кофейных плантаций в Колумбии, другой стал профессором Университета Буэнос-Айреса, третий стал военным и погиб при авиаперелете между Испанией и США. Двоюродный брат художника Хосе Луис Гальегос был основателем первой профессиональной футбольной команды в городе Севилья и первым президентом этой команды «ФК Севилья».
В 1887 году Гальегос-и-Арноса женился на итальянке Джузеппине Треланци (Giuseppina Trelanzi), которая родила ему четырёх детей. Брак длился десять лет, супруга художника умерла в 1897 году. В 1898 году он вступил в повторный брак — на этот раз с англичанкой Констанс Хардинг (Constance Harding). Супруга была моложе художника на 23 года, приехала в Италию после смерти своего отца, который был священнослужителем. Констанс родила художнику пятерых детей. Один из сыновей от первого брака — Хорхе Гальегос-Треланци — стал известным в Испании архитектором. Художник почти всю свою жизнь не имел финансовых проблем в отличие от многих своих коллег. Он продавал свои картины легко и по высоким ценам, имел постоянный контракт с арт-дилером голландцем ван Баерлем (van Baerle), обосновавшимся в Берлине. По этому контракту художник обязан был предоставлять ему одну картину в месяц, однако с дотошным вниманием к деталям в своих картинах Гальегос-и-Арноса никогда не был в состоянии выдерживать эти сроки. Постоянные частные клиенты были у художника в России, США (знаменитый издатель Уильям Рэндольф Херст был его горячим почитателем), Великобритании.
В дополнение к своей городской квартире в Риме он построил большую виллу в районе Париоли в окрестностях Рима, недалеко от Piazza Ungheria. Также каждое лето он мог позволить себе арендовать виллу в престижном курортном районе Неттуно на побережье, недалеко от Анцио. Он любил охотиться, в Неттуно он содержал своих охотничьих собак.
Смерть художника была последствием несчастного случая во время охоты на кабана незадолго до смерти. Художник находился на дереве в засаде, с которого он упал и повредил позвоночник. Оправиться от травмы он уже не смог. Он умер от инсульта 21 сентября 1917 года в два часа ночи (спустя 12 часов после смерти его старшего сына от второго брака).
К моменту смерти художника, которая произошла накануне окончания Первой мировой войны, его немецкий дилер задолжал ему крупную сумму денег. Это создавало серьёзные финансовые трудности для его вдовы, на руках у которой остались маленькие дети. Погашенный долг не смог спасти семью от финансового краха, поскольку дилер расплатился обесцененными немецкими марками, и вдове пришлось распродать все остававшиеся в доме картины супруга. Вырученные деньги она вложила в чайную возле Испанской лестницы в Риме, которая вскоре начала приносить доход.

## Признание
- Гальегос получил золотую медаль Международной выставке изобразительного искусства в Берлине в 1891 году. Медаль вручил лично император Вильгельм II[7].

## Наследие
Работы Хосе Гальегоса-и-Арносы находятся в художественных галереях Италии, Музее Прадо, в Государственном музее Баутцена (Германия), Музее изящных искусств Бостона, Музее современного искусства в Мадриде, частных коллекциях, выставляются на престижных аукционах (Christie’s, Sotheby’s, Kunsthaus Lempertz, Phillips и прочих). В Эрмитаже представлена картина «Выход из церкви» 1894 года (ГЭ-6734). Ряд работ художника находится в коллекции Государственного музея истории религии в Санкт-Петербурге.

## Галерея

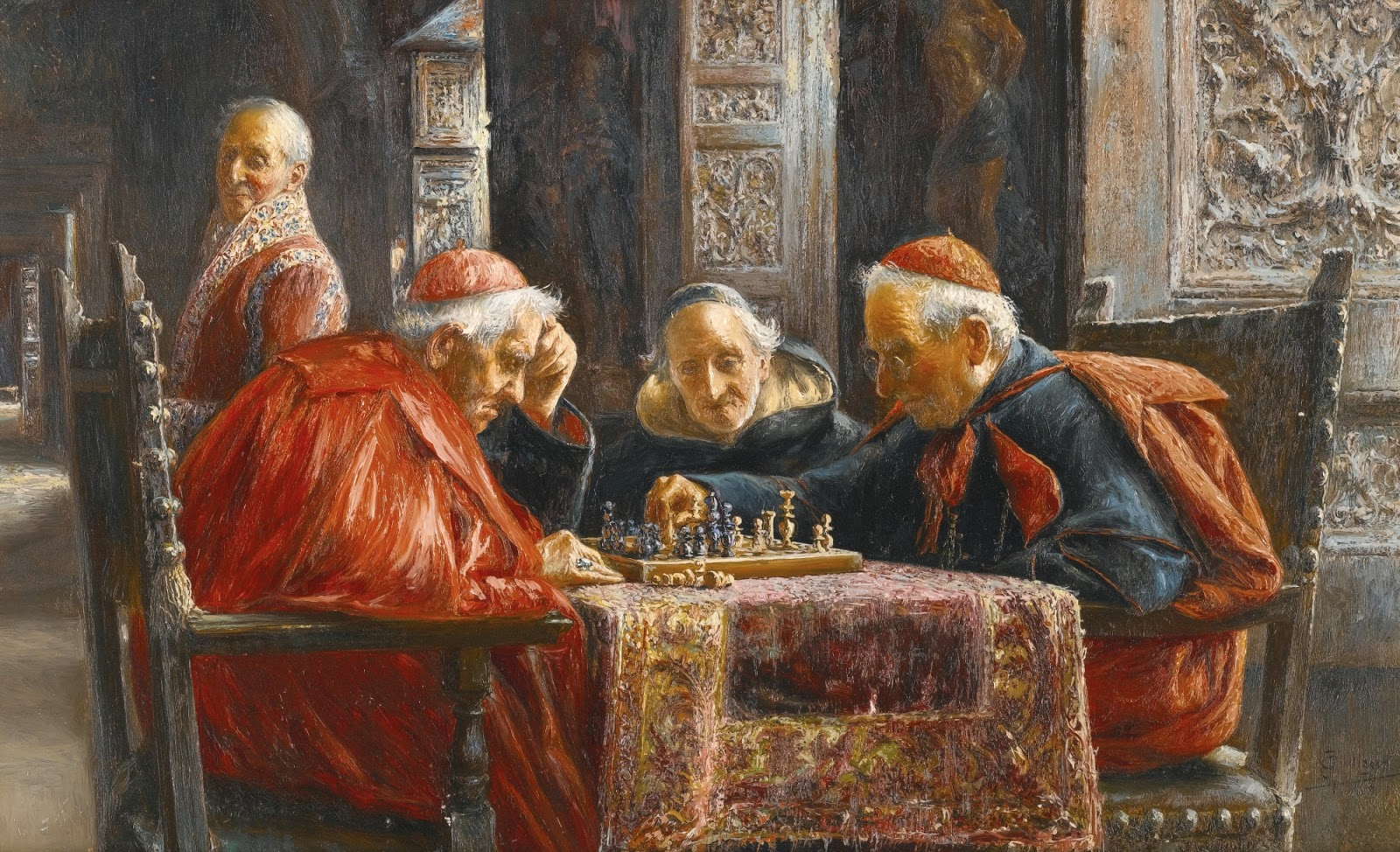
Игра в шахматы
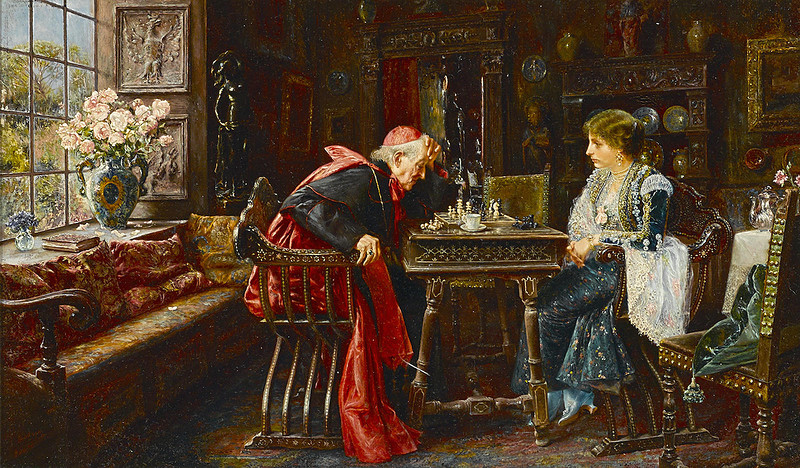
Следующий ход
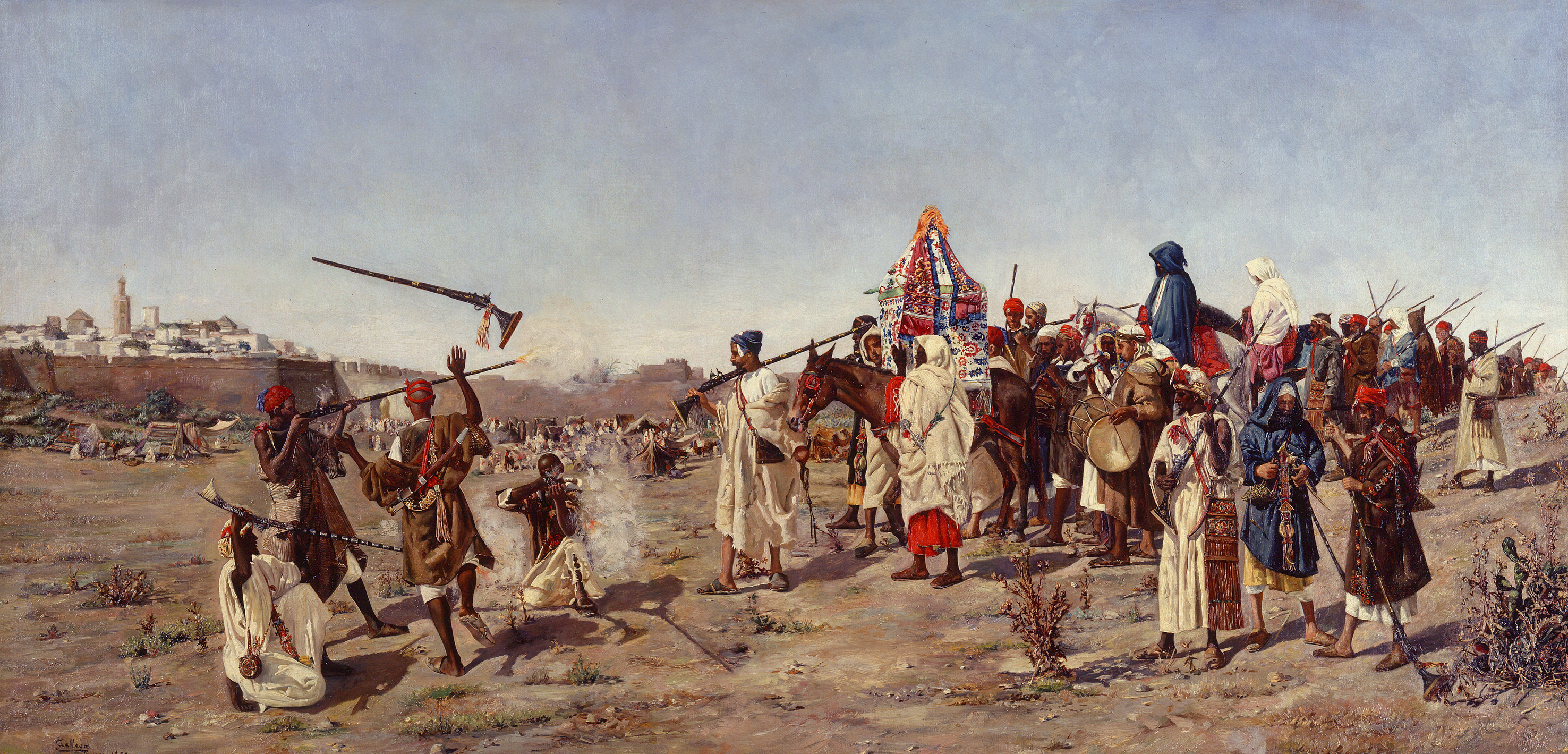
Марокканская свадьба. Музей Прадо, 1881
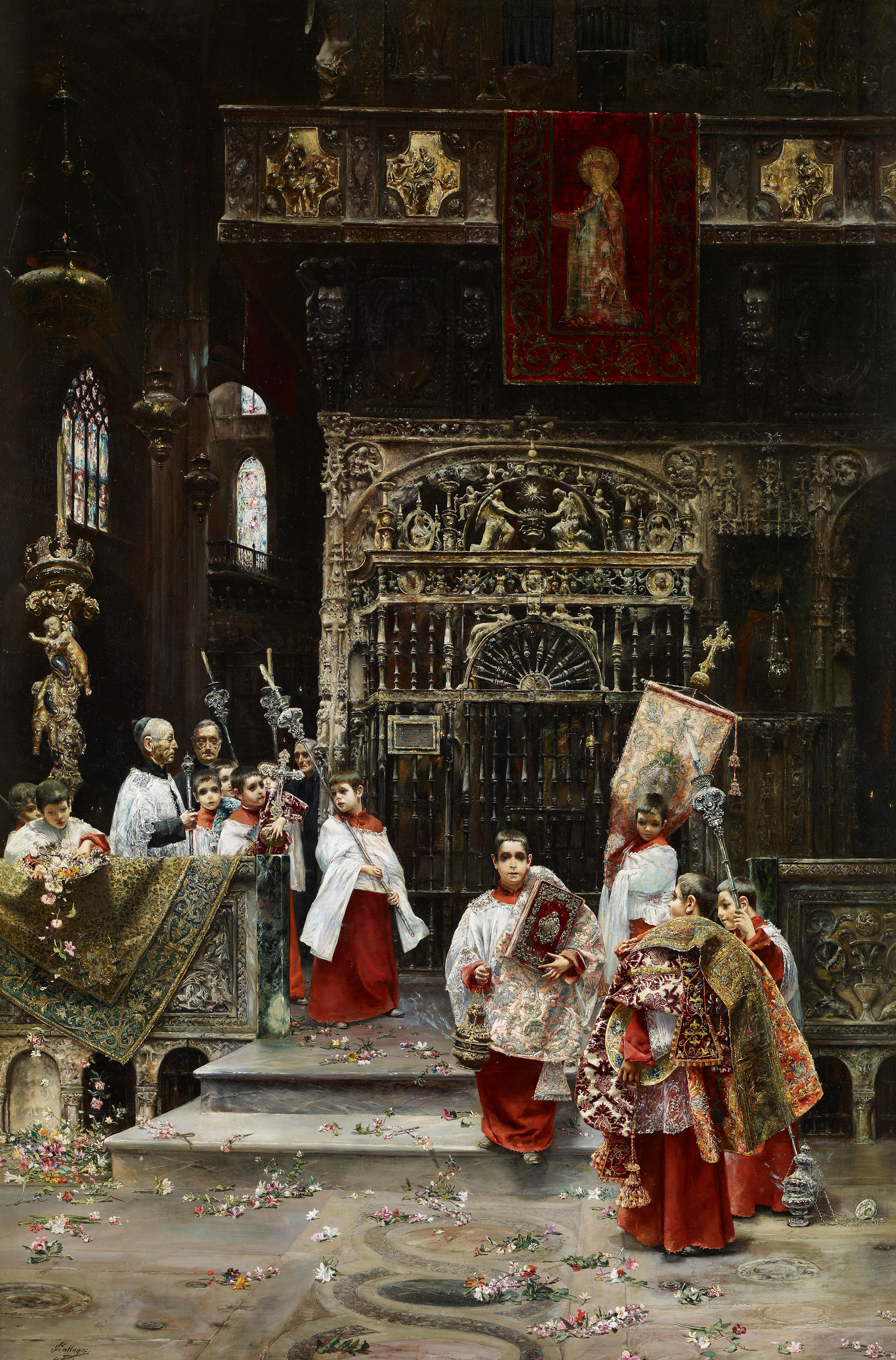
Мальчики из хора. Музей Кармен Тиссен, Малага, между 1885 и 1890
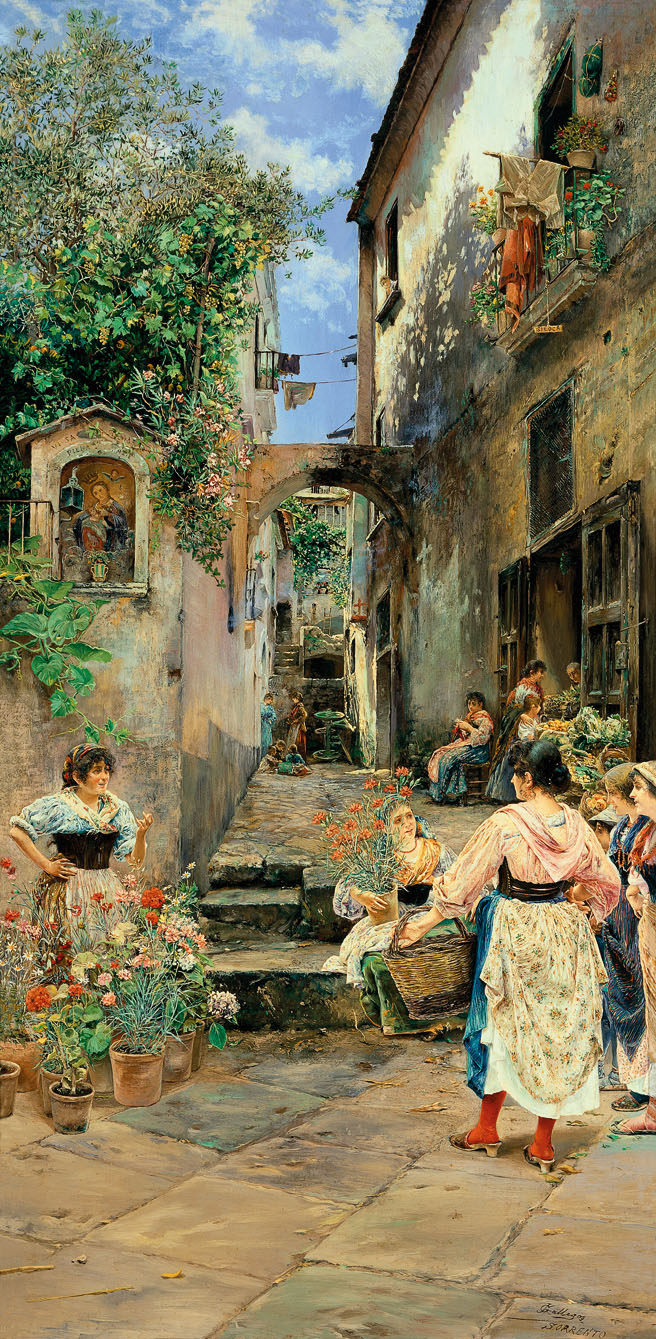
Сплетни. Музей Кармен Тиссен, 1997
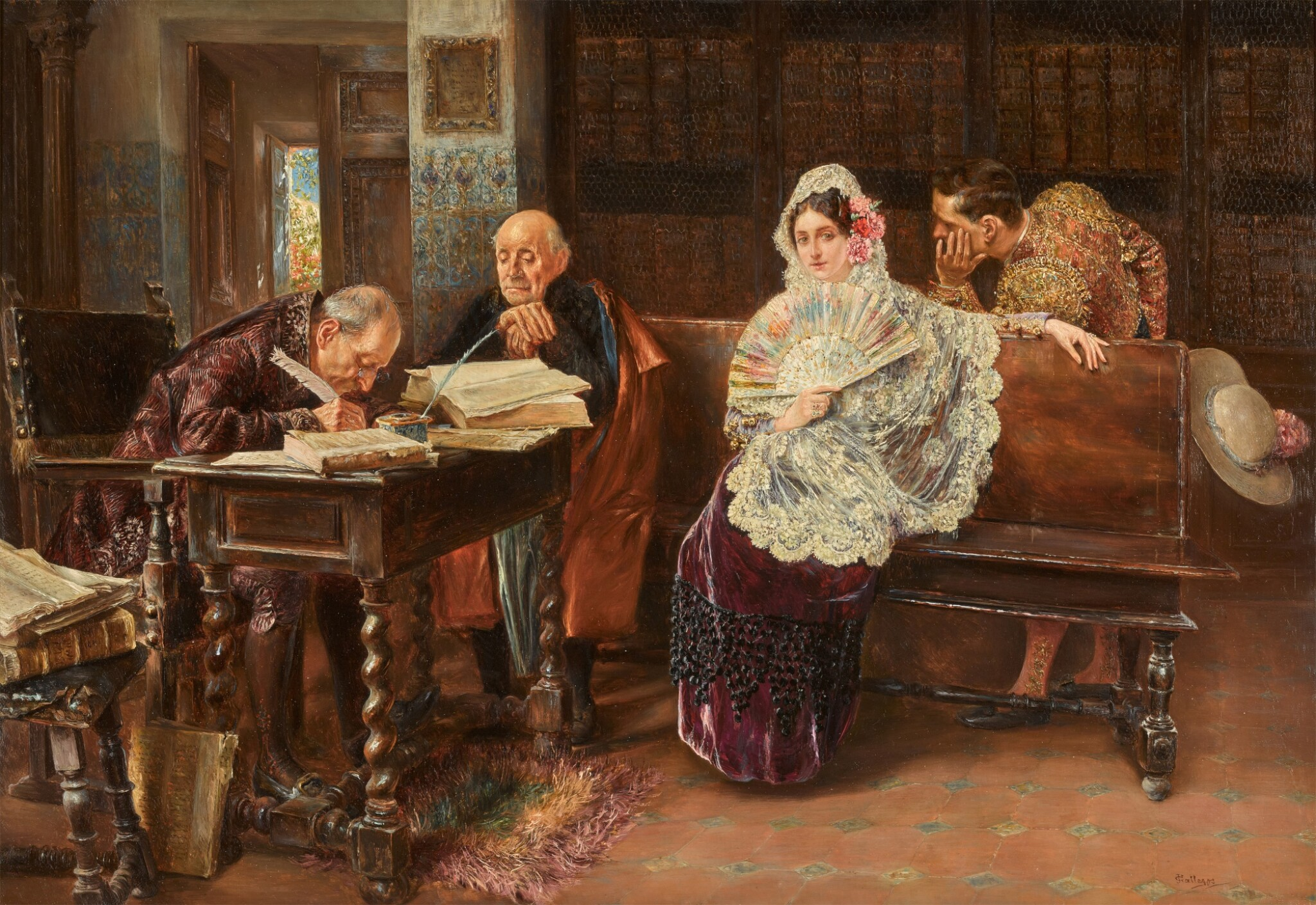
Брачный контракт
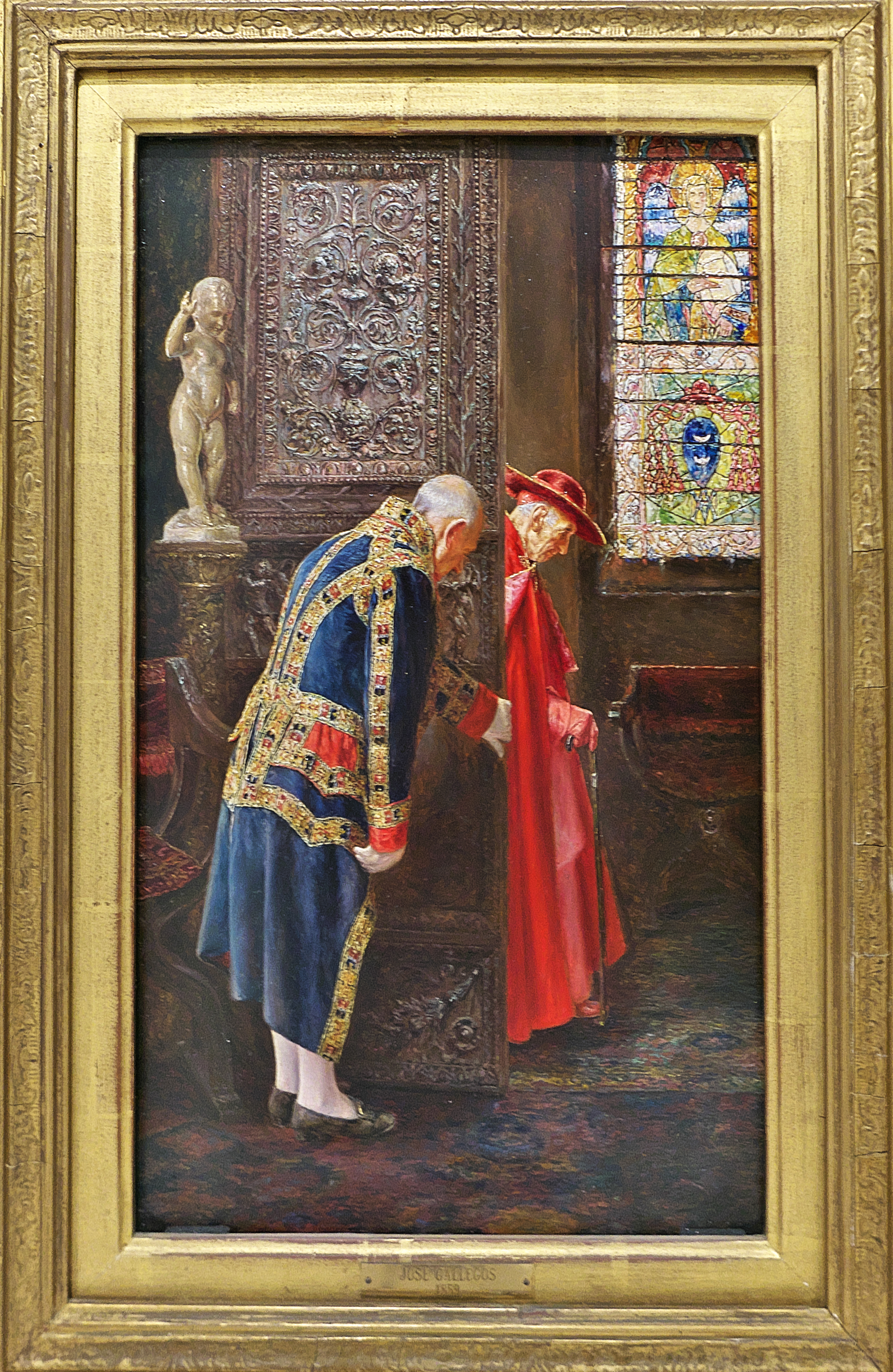
Визит кардинала
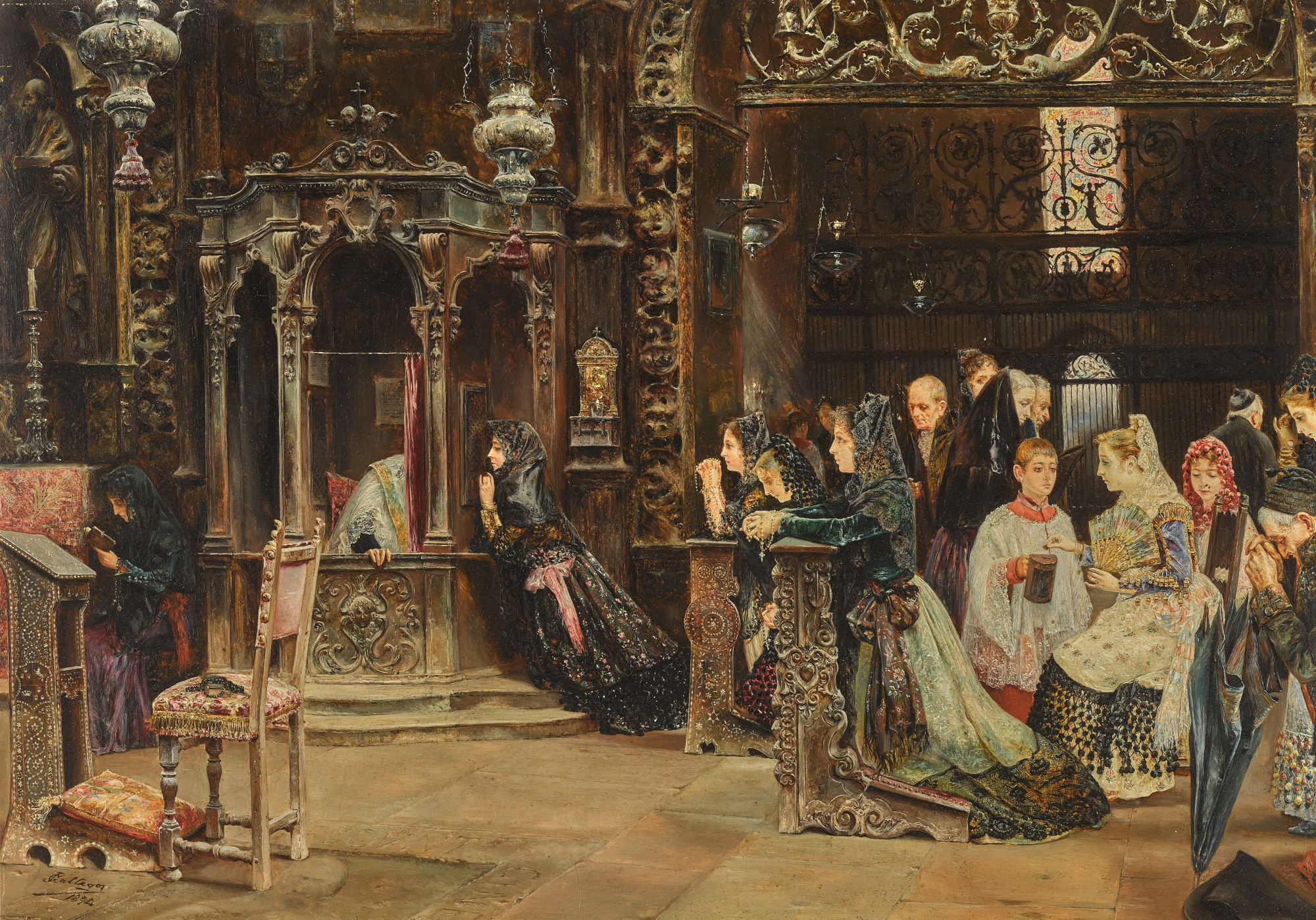
Исповедь